# Zeubach (Wiesent)
Der Zeubach ist ein gut neun Kilometer langer linker und nordöstlicher Nebenfluss der Wiesent im oberfränkischen Landkreis Bayreuth. 

## Name
Der Name bedeutet „Bach am Forum, Sammelplatz des Dorfes“.

## Geographie

### Verlauf
Der Zeubach entspringt im Langweiler Wald, nordöstlich von Volsbach. Er mündet bei Waischenfeld in die Wiesent.

### Flusssystem Wiesent
- Fließgewässer im Flusssystem Wiesent

### Orte
Der Zeubach fließt durch folgende Orte:
- Neusig
- Zeubach
- Waischenfeld